# Oldemühle
Oldemühle ist ein Ortsteil von Göttien und gehört zur Gemeinde Küsten in der Samtgemeinde Lüchow (Wendland) im niedersächsischen Landkreis Lüchow-Dannenberg.

## Lage
Oldemühle liegt nördlich von Göttien an der Straße in Richtung Karmitz.

## Geschichte
Die Siedlung entstand um eine Wassermühle, die im neunzehnten Jahrhundert von zwei Müllern betrieben wurde und ein Afterlehen der Familien von Plato und von Estorf war. An der Mühle lag zuvor die Ortschaft Olde Carmitz, die aufgegeben und mit dem heutigen Karmitz zusammengelegt wurde. Die Mühle konnte nicht verlegt werden und verblieb am Mühlenbach.
Zwischen den beiden Müllerfamilien kam es im 17. Jahrhundert zu Streitigkeiten, die dazu führten, dass durch die Mühle eine Wand gezogen wurde mit einer Tür, für die beide Müller einen Schlüssel hatten. Die Mühle wurde im wöchentlichen Wechsel von den beiden Müllern betrieben.
Die alte Mühle befand sich nördlich des Bachs. Um 1800 wurde ein Neubau auf dem südlichen Ufer errichtet, der die beiden Müller trennte. Im Statistischen Handbuch für das Königreich Hannover sind für das Jahr 1848 zwei Mühlen und 17 Einwohner belegt. 1880 kamen beide Mühlen durch Zukauf in eine Hand und die ältere nördlich gelegene Mühle wurde danach abgerissen. Heute leben auf dem Mühlenhof mehrere Familien.